# Министър на търговията и продоволствието на България
Министърът на търговията и продоволствието на България е член на правителството, т.е. на изпълнителната власт (кабинета) и ръководи и координира търговията и продоволствието на страната. Избиран е от парламента или се назначава от държавния глава на България.

## Министри
Списъкът на министрите на търговията и продоволствието е подреден по ред на правителство.

### Министър на търговията и промишлеността (1944–1946)
| правителство | име            | дати                            | партия | партия |
| ------------ | -------------- | ------------------------------- | ------ | ------ |
| 63           | Димитър Нейков | 27 октомври 1944 – 11 март 1946 | БРСДП  |        |

### Министър на търговията и продоволствието (1946–1948)
| правителство | име            | дати                               | партия   | партия |
| ------------ | -------------- | ---------------------------------- | -------- | ------ |
| 63           | Димитър Нейков | 11 март 1946 – 31 март 1946        | БРСДП    |        |
| 64           | Димитър Нейков | 31 март 1946 – 22 ноември 1946     | БРСДП    |        |
| 65           | Йордан Божилов | 23 ноември 1946 – 11 декември 1947 | БРП (к.) |        |
| 66           | Кръстю Добрев  | 11 декември 1947 – 30 ноември 1948 | БРП (к.) |        |